# Marco Sau
Marco Sau (Sorgono, provincia de Nuoro, 3 de noviembre de 1987) es un futbolista italiano. Juega de delantero.

## Selección nacional
Ha sido internacional con la selección de fútbol de Italia en una ocasión. Debutó el 31 de mayo de 2013, en un encuentro amistoso ante la selección de San Marino que finalizó con marcador de 4-0 a favor de los italianos.

## Clubes
| Club               | País   | Año       |
| ------------------ | ------ | --------- |
| Manfredonia Calcio | Italia | 2007-2008 |
| U. C. AlbinoLeffe  | Italia | 2008-2009 |
| Calcio Lecco       | Italia | 2009-2010 |
| U. S. Foggia       | Italia | 2010-2011 |
| Cagliari Calcio    | Italia | 2011      |
| Juve Stabia        | Italia | 2011-2012 |
| Cagliari Calcio    | Italia | 2012-2019 |
| U. C. Sampdoria    | Italia | 2019      |
| Benevento Calcio   | Italia | 2019-2022 |
| Feralpisalò        | Italia | 2023-2024 |

## Palmarés

### Títulos nacionales
| Título  | Club             | País   | Año  |
| ------- | ---------------- | ------ | ---- |
| Serie B | Cagliari Calcio  | Italia | 2016 |
| Serie B | Benevento Calcio | Italia | 2020 |
| Serie C | Feralpisalò      | Italia | 2023 |